# أليغليتازار
 أليغليتازار Aleglitazar 
هو ناهض لمستقبل البيروكسيزوم المفعل peroxisome proliferator-activated receptor agonist (ومن ثمّ hence معدل لـPPAR) له ألفة لـPPARα وPPARγ، وقد تم تطويره من قبل Hoffmann–La Roche لعلاج داء السكري من النمط الثاني. وهو يخضع حالياً لتجارب سريرة من النمط III.

## الاسم العلمي وفقاً لـIUPAC
(2S)-2-methoxy-3-[4-[2-(5-methyl-2-phenyl-4-oxazolyl)ethoxy]- 7-benzothiophenyl]propanoic acid

## الصيغة الكيميائية
C24H23NO5S

## الكتلة المولية
437.50812 g/mol